# Сфинкс
Сфинкс (на гръцки: Σφιγξ – „удушвач“; присъства в древногръцката митология, в която е загадъчна фигура на чудовищна убийца и любителка на гатанките) е наименованието на скулптурно изображение на легнал лъв, обичайно - с човешка глава, първоначално създаден от египтяните от Старото царство. Често под „Сфинксът“ се разбира Големия Сфинкс в Гиза, наричан и Великият сфинкс в Гиза.

## Сфинксовете в Древен Египет
Концепцията за сфинкс е древноегипетска по произход. Първият сфинкс е от времето на IV династия на Старото царство. Смята се, че той е портрет на Хетеферес ІІ, съпруга на фараона Джедафра. Друг известен египетски сфинкс е гранитеният сфинкс на фараонката Хатшепсут. В комплекса на храма в сегашен Луксор са намерени и сфинксове с глава на овен. Твърди се, че има около 900 такива сфинксове, намерени в храма на бог Амун/Амон, изградени при цар Рамзес ІІ, чиято статуя може да бъде видяна между лапите им. Вероятно най-впечатляващият от всички древноегипетски сфинксове е Великият сфинкс в Гиза, който е и най-големият, най-старият и най-известният от тях. Намира се в платото на Гиза, в покрайнините на град Кайро и е част от комплекса, известен като Пирамидите в Гиза. Макар и без доказателства, свидетелстващи за възрастта му, се приема, че е от около 2600 г. пр.н.е., а за владетеля, изобразен на него - че е Кафра/Хефрен от IV династия. Сфинксът е насочен на Изток, където се намира храмът от неговия пирамидален комплекс. 
Лицето на Големия сфинкс от Гиза е широко и квадратно, отпред с кралска кобра, като емблема. Следи от боя до едното ухо показват, че той е бил оцветен. Първоначално сфинксът е имал и брада, която е намерена по-късно. Известно време се смята се, че той е изгубил носа си по време на целева практика (маньовър с артилерийска стрелба), проведена от армията на Наполеон I Бонапарт по време на неговата Египетска кампания (1798 – 1801), но това е опровергано, след като е открита скица от датския военноморски  капитан и изследовател Фредерик Норден, датираща от 1755 г. и на която ясно се вижда, че носът липсва още тогава.
Сфинксът е изграден от голям хълм варовик и съдържа няколко варовикови пласта. Трите тунела, намерени в него, не водят никъде, вътре няма и стаи. Тялото на тази гигантска структура е с лапи, с нокти и опашка, отговарящи на образа на лъв. Тъй като тялото е от фин варовик, още след построяването му е започнало да се руши. Силните пустинни ветрове и ежегодните наводнения (разливи) на река Нил са довели до ерозия на структурата. Непрестанните ветрове често са покривали сфинкса с пясък през годините и голяма част от съществуването си е прекарал под земята. По различни поводи се е налагало да го изравят. Смята се обаче, че именно пясъкът е предпазил монумента от силните пустинни ветрове и от природните стихии. Сфинксът има каменна плоча с релефни надписи между лапите си. Тя е поставена към оригиналния монумент по-късно - от младия Тутмос IV, което става след опит да изрови постройката. Надписите разказват за сън на царя, поради което и плочата е наречена „Съновна възпоменателна плоча“.

## Сфинкс и Едип
Лицето на това създание в по-късните версии на легендата е на жена, то има и женски гърди (т.е. явно е от женски пол), а тялото му е на лъв (вероятно по-скоро - на лъвица), има и птичи крила. Живее в гора близо до град Тива в областта Беотия. Обаче този мит е по-късна версия на първоначалния, според която чудовището се нарича Фикс, изключително свирепо е и живее в планината Фикион в Беотия. Според поета Хезиод то произлиза от Орфо и Ехидна. В класическата древногръцка митология Сфинкс (името е възникнало относително късно, може би от близостта с глагола σφινγω - „удушавам“ - а самия образ под малоазийско влияние е придобил вида на полужена-полулъвица) е чудовище, дете на Тифон и Ехидна.  
В резултат на божествено проклятие Сфинкс загражда подстъпите към града, с уговорката, че ако се намери, кой да отгатне отговора на зададена от нея гатанка, отново ще ги освободи. Не успява никой, чак до появата на авантюрист на име Едип. Преди това мнозина са убити от чудовището - дори синът на цар Креонт (понеже облогът е на живот и смърт). Тогава царят обещава ръката на дъщеря си Йокаста срещу правилен отговор (по друга версия тя е негова сестра, а Едип - нейният син от цар Лай, изоставен като бебе). След като разгадава загадката на съществото (и то се самоубива мятайки се в пропаст), героят се жени за Йокаста и тя впоследствие ражда от него двама сина и две дъщери, които имат важни роли в редица древногръцки трагедии, както и самият Едип. В по-древния вариант на мита, последният се сражава с животното и го убива.  

## Древни загадки
Сфинкс задава една или повече гатанки, но не ѝ ли отговорят правилно, убива попитания. Едип съумява да отговори на следната: „Кое е това същество, което сутрин върви на четири крака, денем – на два, а вечер – на три?“. Разгадава я, откривайки че частите от денонощието са метафора за тези от живота и съответно отговорът е „Човек в трите възрасти на живота си (като бебе ходи на четири крака, в зряла възраст – на два, а в старостта си помага с бастун/патерица)“. Друга загадка, приписвана на съществото, е: „Има две сестри: едната ражда другата, а тя от своя страна ражда първата. Кои са двете сестри?“ Отговорът е „ден и нощ“ (и двете думи – съответно ἡμέρα и νύξ – са от граматически женски род в старогръцки). Тази втора загадка се среща и в гасконска версия на мита и би могла да бъде много древна.  

В сатирата на Есхил „Сфинкс“ самото чудовище е поставено в положение да отгатва загадка на сатира Силен (която присъства и в текст от басните на Езоп, като отправена от нагъл човек към Делфийския оракул, но там отговорът е намерен от говорещия, чрез Пития Зевс или Аполон и човекът - разобличен, като мошеник и негодник, позволяващ си хюбрис). Въпросът му е какво държи в ръката си – живо или мъртво същество - но той го държи зад гърба си и Сфинкс не го вижда. Всъщност това е живо врабче, обаче ако тя би отговорила това той би го убил и чак тогава би ѝ го показал, твърдейки че и преди е било мъртво. У Езоп отговорът на сибилата е в смисъл „Това ще решиш ти.“, но у Есхил Сфинкс е осмяна от Силен, като недостатъчно остроумна.